# Arturo Maschke
Arturo Maschke Tornero (* 18. Januar 1902 in La Serena; † 4. November 2001 in Santiago de Chile) war ein chilenischer Anwalt, Ökonom und Politiker.

## Werdegang
Maschke war von September bis Dezember 1946 und ein zweites Mal im Februar 1950 – als Nachfolger von Jorge Alessandri – chilenischer Finanzminister. Von 1953 bis 1959 war er Präsident des Banco Central de Chile.

## Ehrungen
- 1958: Großes Verdienstkreuz mit Stern und Schulterband der Bundesrepublik Deutschland

| Personendaten    | Personendaten                                |
| ---------------- | -------------------------------------------- |
| NAME             | Maschke, Arturo                              |
| ALTERNATIVNAMEN  | Maschke Tornero, Arturo (vollständiger Name) |
| KURZBESCHREIBUNG | chilenischer Politiker und Ökonom            |
| GEBURTSDATUM     | 18. Januar 1902                              |
| GEBURTSORT       | La Serena                                    |
| STERBEDATUM      | 4. November 2001                             |
| STERBEORT        | Santiago de Chile                            |